# Jalón de Cameros
Jalón de Cameros tỉnh và cộng đồng tự trị La Rioja, phía bắc Tây Ban Nha. Đô thị này có diện tích là 8,43 ki-lô-mét vuông, dân số năm 2009 là 29 người với mật độ 3,44 người/km². Đô thị này có cự ly 40 km so với Logroño.